# Genusaurus
Genusaurus sisteronis
Genre
Espèce
Genusaurus est un genre fossile de dinosaures théropodes ayant vécu à la fin du Crétacé inférieur (Albien), il y a environ 105 Ma (millions d'années). Il appartient à la famille des Noasauridae et ses restes fossiles ont été trouvés dans le sud de la France, non loin de Sisteron.
La seule espèce, et espèce type du genre, Genusaurus sisteronis a été déterminée sur la base d'un squelette incomplet par Hugues Accarie, Beaudoin, Dejax, Fries, Michard, et Philippe Taquet en 1995 (voir « type scientifique »).

## Classification
Cladogramme basé sur l'analyse phylogénétique menée par Carrano et al. en 2002 :
| Noasauridae | \| \| Laevisuchus \| \| \| \| \| \| Noasaurus \| \| \| \| \| \| Masiakasaurus \| \| \| \| |
|             | \| \| Laevisuchus \| \| \| \| \| \| Noasaurus \| \| \| \| \| \| Masiakasaurus \| \| \| \| |
|             | Genusaurus                                                                                |
|             |                                                                                           |
|             | Abelisauridae                                                                             |
|             |                                                                                           |
|             | Laevisuchus                                                                               |
|             |                                                                                           |
|             | Noasaurus                                                                                 |
|             |                                                                                           |
|             | Masiakasaurus                                                                             |
|             |                                                                                           |

|  | Laevisuchus   |
|  |               |
|  | Noasaurus     |
|  |               |
|  | Masiakasaurus |
|  |               |

Remarquer qu'actuellement le genre Genusaurus est placé dans la famille des Noasauridae.